# 절망속에 핀 사랑
《절망속에 핀 사랑》(영어: Just a Little Inconvenience)는 1977년 개봉한 미국의 영화이다.

## 출연
- 제임스 스테이시 - 케니 브릭스
- 리 메이저스 - 프랭크 로건
- 바버라 허시 - 니키

## 한국판 성우진 (MBC, 1985년 4월 27일)
- 양지운 - 프랭크 로건(리 메이저스)
- 황일청 - 케니 브릭스(제임스 스테이시)
- 박소현 - 니키(바버라 허시)
- 이영달 - 블룸 소위(찰스 시오피)
- 이규연 - 데이브(짐 해리스)
- 박일 - 쿠퍼(팀 홀더먼)
- 김남수 - 바텐더(존 퍼리)
- 김태훈 - 의무병(로버트 부르고스)
- 이성 - 무전병(스티븐 벌리)
- 이인성 - 상사(로버트 S. 우즈)
- 최성우 - 술집 여성(레인 브래드버리)